# 130 Dywizja Strzelecka (ZSRR)
130 Dywizja Strzelecka (ros. 130-я стрелковая дивизия) – związek taktyczny piechoty Armii Czerwonej.
Dywizja wzięła udział w kampanii wrześniowej w składzie 37 Korpusu Strzeleckiego. W tym czasie dowódcą dywizji był płk Wasilij Prochorow. Po przeniesieniu do 55 Korpusu Piechoty uczestniczyła w obronie terytorium ZSRR atakowanego w 1941 przez wojska III Rzeszy i jej sojuszników.

## Struktura organizacyjna
W 1939
- 371 pułk strzelecki
- 528 pułk strzelecki
- 664 pułk strzelecki
- 363 pułk artylerii lekkiej
- 496 pułk artylerii haubic
- 450 samodzielny batalion czołgów
- 215 dywizjon przeciwpancerny
- 163 dywizjon artylerii przeciwlotniczej
- 151 batalion rozpoznawczy
- 192 batalion saperów
- 143 batalion łączności
- 122 batalion medyczno-sanitarny
- kompania przeciwchemiczna
- 130 batalion transportowy
- piekarnia polowa
- szpital weterynaryjny
- stacja poczty polowej

## Dowódcy dywizji
- płk Wasilij Prochorow (był w 1939)[2]
- gen. mjr Wiktor Wizżylin[3]